# Dietrich Rusche
Dietrich Rusche  (* 13. September 1936 in Berlin; † 6. März 2024 in Hamburg) war Jurist und ein Politiker der CDU. Zwischen 2001 und 2008 war er Mitglied der Hamburgischen Bürgerschaft.

## Leben
Rusche studierte Jura in Tübingen und Hamburg. In Tübingen wurde er im Sommersemester 1957 Mitglied der Burschenschaft Derendingia, aus der er nach 1967 ausschied. Nach dem Studium arbeitete er beim Axel Springer Verlag. Von 1971 bis 1984 war er Verlagsleiter des von Springer-Verlag acquirierten Ullstein Verlags in Berlin. Von 1984 bis 1989 war Rusche als Verleger und Geschäftsführender Gesellschafter beim Frankfurter Societätsverlag tätig. Anschließend kehrte er 1989 als Verlagsgeschäftsführer zurück zum Springer-Konzern (Hamburg/Berlin) und schied 1995 aus dem Verlag aus.

## Politik
Rusche war seit 1995 Mitglied in der CDU. Er war von 1998 bis 2002 Ortsvorsitzender in Blankenese und von 1998 bis 2004 Vorsitzender des CDU-Kreisverbandes Altona/Elbvororte.
Vom 10. Oktober 2001 bis zur Bürgerschaftswahl 2008 war er Mitglied der Hamburgischen Bürgerschaft. Dort vertrat er seine Fraktion im Kulturausschuss und Wirtschaftsausschuss. Zudem war er Mitglied des Parlamentarischen Untersuchungsausschuss (PUA) Informationsweitergabe sowie Fachsprecher für Medien und Kultur. Er war von 2008 bis 2011 Mitglied der Deputation der Kulturbehörde, einer 2020 abgeschafften Hamburger Besonderheit. 2011 trat Rusche aus der CDU aus.